# Vlaams rood bruin
Vlaams roodbruin bier, ook wel Flanders Red Ale genoemd, is een oud Belgisch biertype afkomstig uit de provincie West-Vlaanderen.
Het betreft bovengistend bier dat een gewenste melkzuurinfectie ondergaat; dit wordt een gemengde gisting genoemd. De meer commerciële varianten worden gemaakt door jong bier te versnijden met ouder (zuurder) bier, zogenaamd foederbier, dat heeft liggen rijpen op grote eikenhouten vaten of foeders.

## Streekproduct
De bieren van vier producenten uit West-Vlaanderen (Verhaeghe uit Vichte, Strubbe uit Ichtegem, Rodenbach uit Roeselare en Vander Ghinste uit Bellegem) zijn door de VLAM erkend als streekproduct, onder de noemer Vlaams roodbruin bier.
Vier producenten uit Zuid-West-Vlaanderen (brouwerij De Brabandere uit Bavikhove, Rodenbach, Omer Vander Ghinste en Brouwerij Verhaeghe Vichte) zetten zich ook in voor een Europese erkenning als beschermde geografische aanduiding, onder de noemer Zuid-West-Vlaams rood.

## Galerij

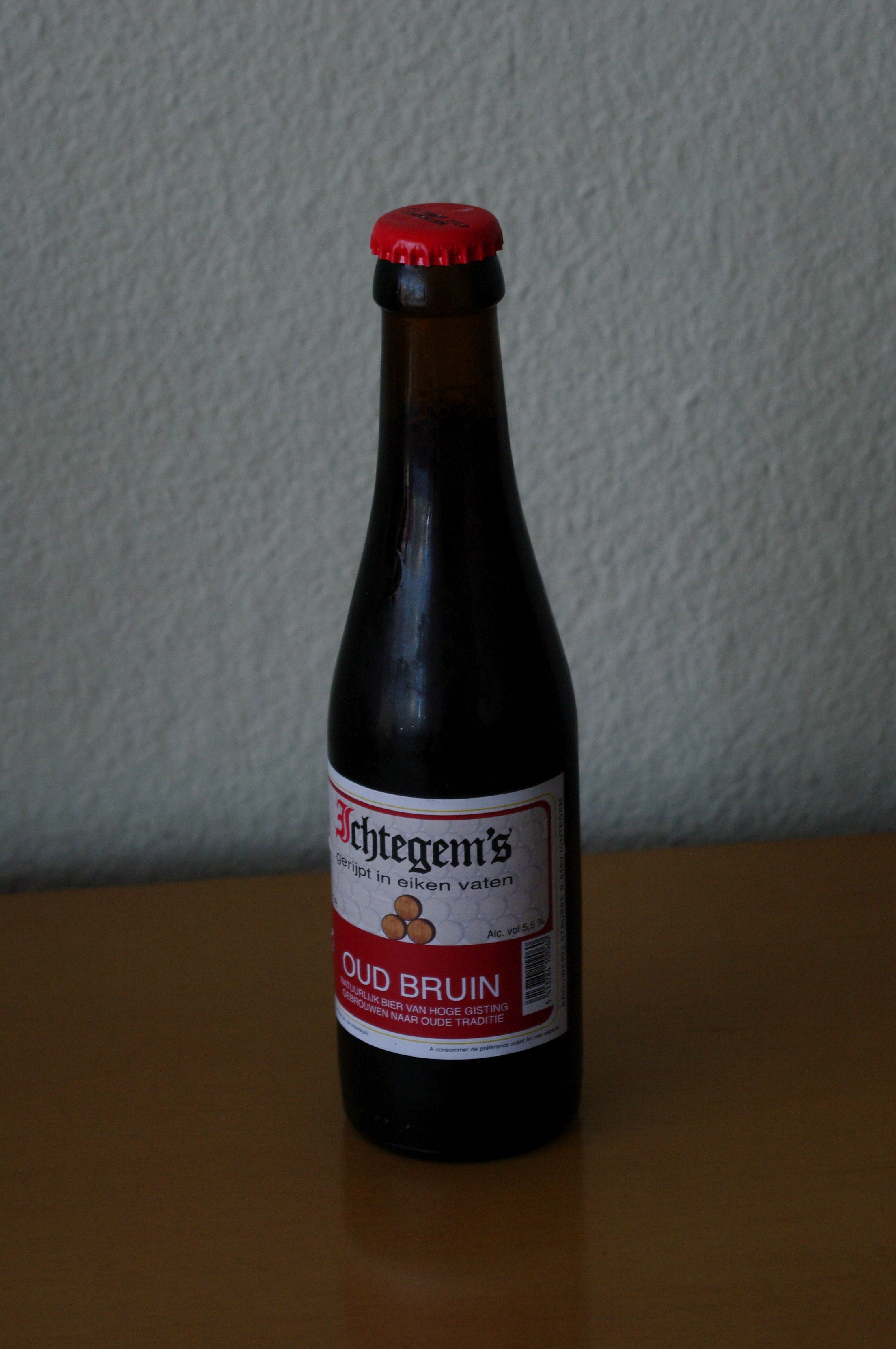
Ichtegem's oud bruin van Strubbe
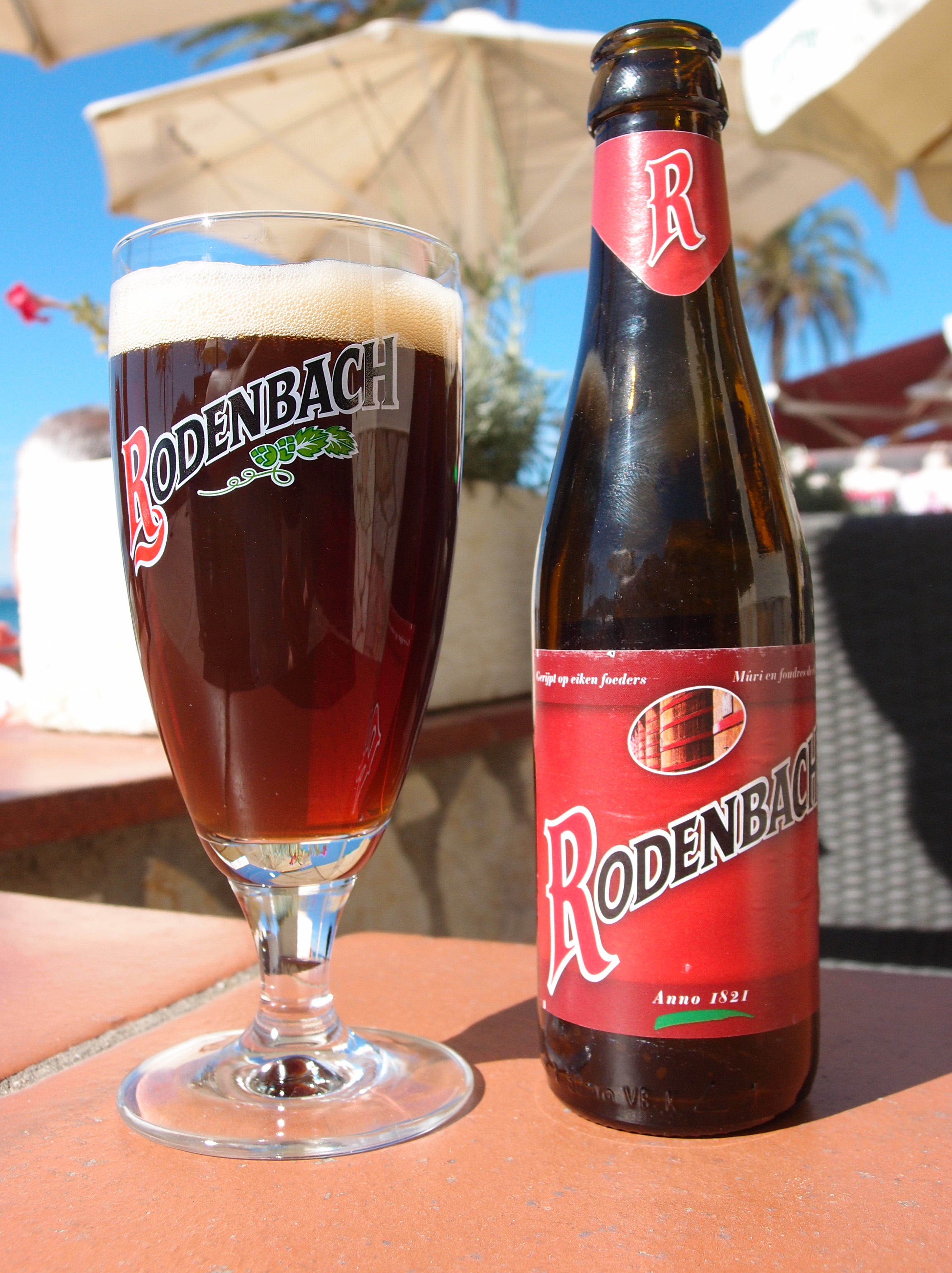
Rodenbach van Palm Breweries (Rodenbach)
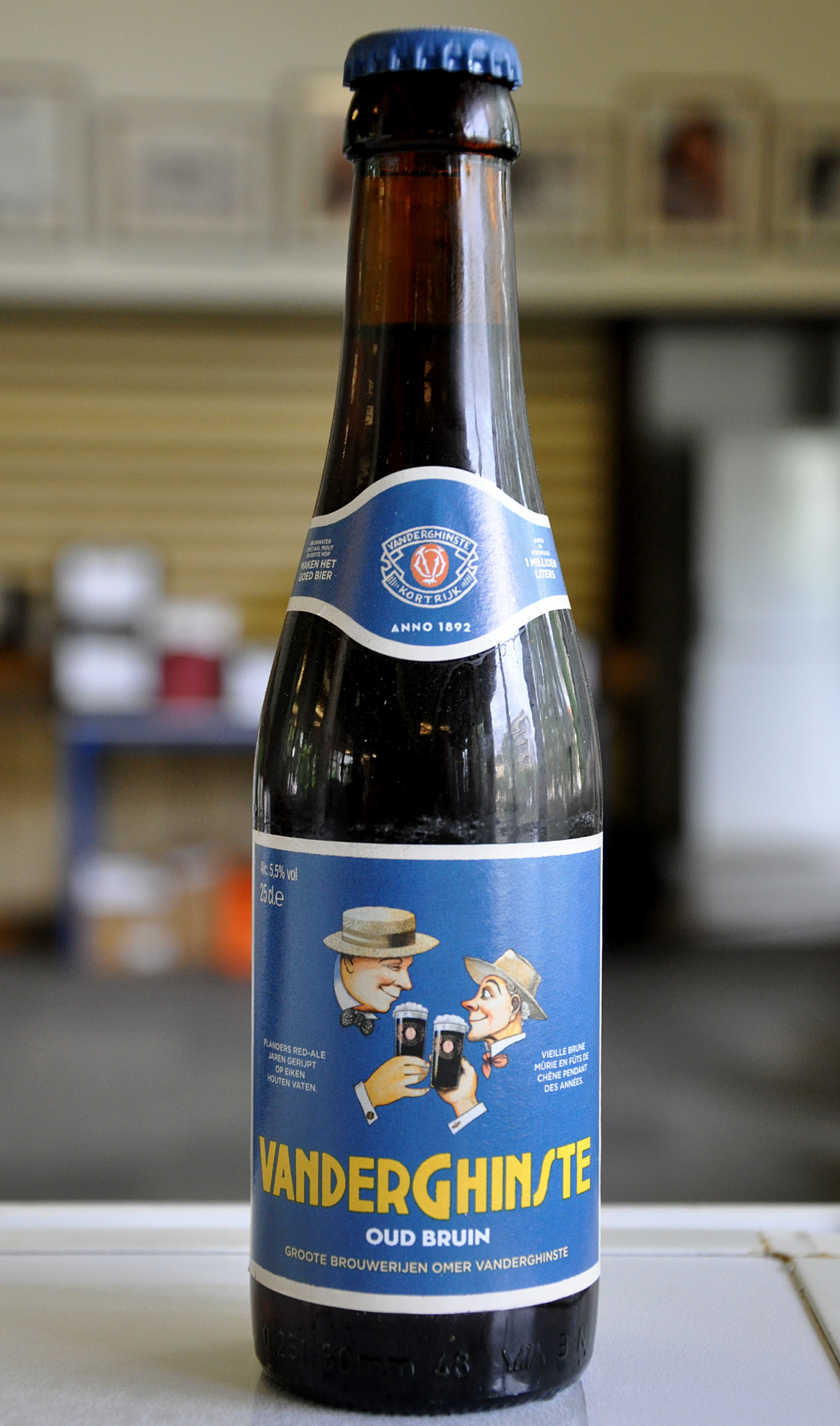
VanderGhinste oud bruin van Vander Ghinste
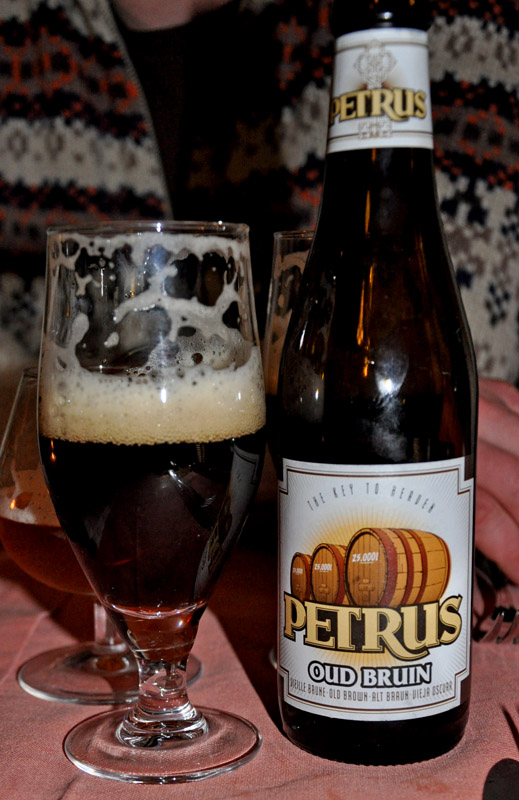
Petrus oud bruin van De Brabandere
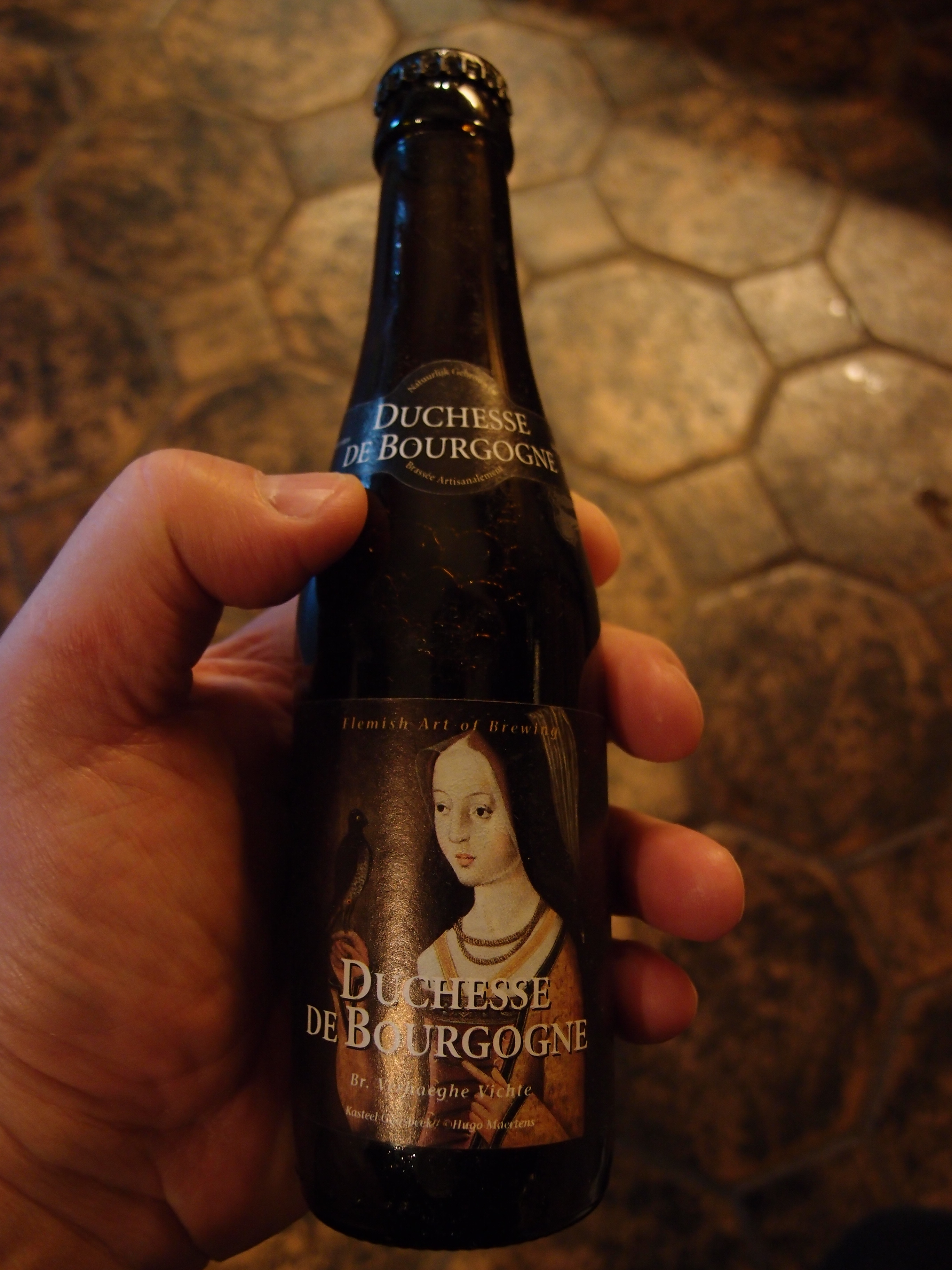
Duchesse de Bourgogne van Verhaeghe
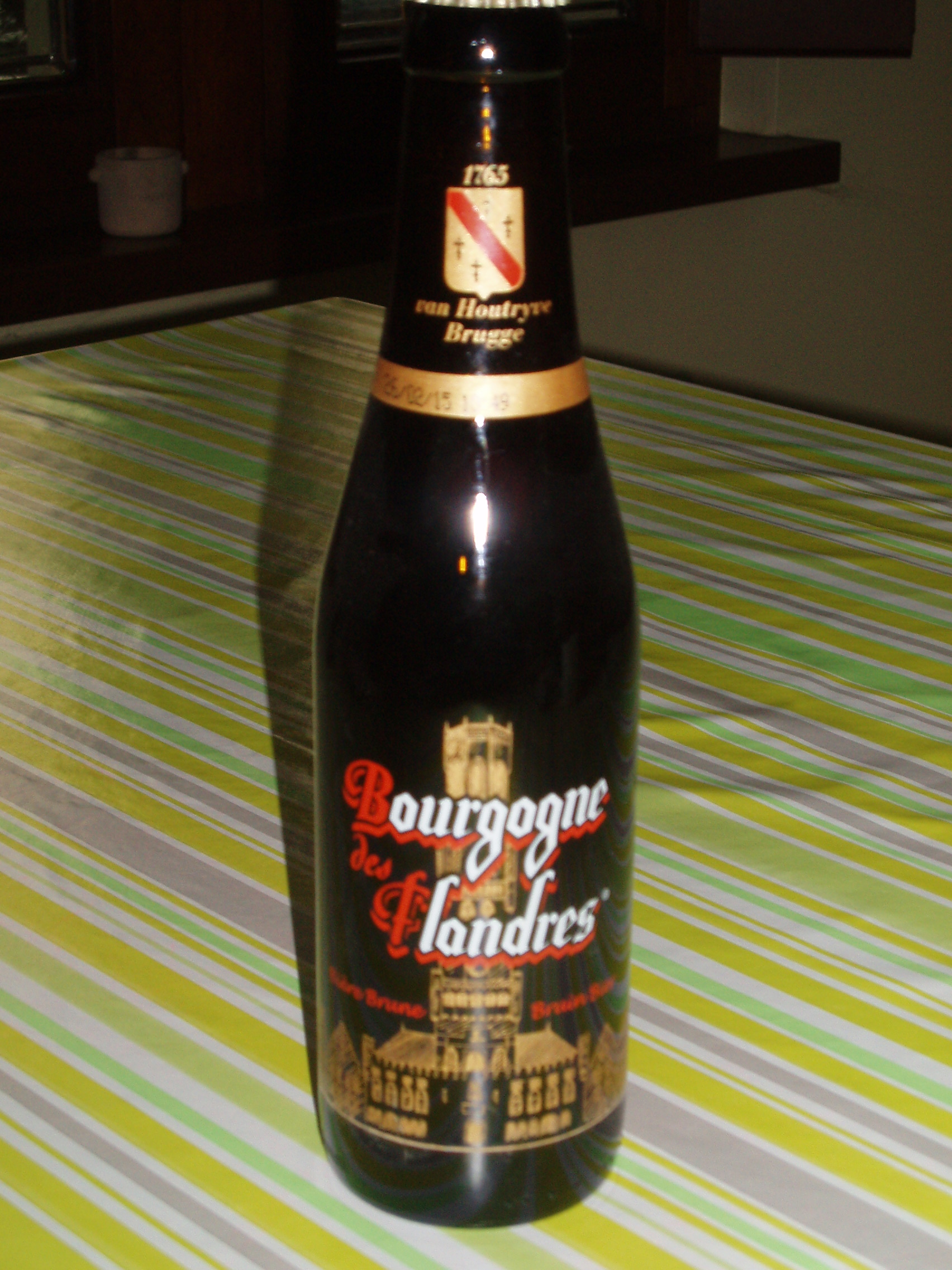
Bourgogne des Flandres van Brouwerij Timmermans